# 國子司業
司業，又名國子司業，中國古代官職，即國子監的副校長。
晋武帝咸宁四年（278年）﹐首次設立国子学﹐置国子祭酒和博士各一员﹐掌教导诸生。隋文帝大業三年（607年）始置司業一職，取《禮記》“乐正司业”之义，谓之主管世子学业教育。为国子监的副长官，员额一人。唐朝貞觀六年復設司業，员额二人，从四品下。唐高宗龙朔二年（662年）改名少司成，咸亨元年（670年）恢复旧稱。北宋初年承五代后周之制﹐设立国子监﹐招收七品以上官员子弟为学生。配置司業一人，正六品。金朝配額一人，升为正五品。元朝配額二人，仍为正五品。明朝配額一人，改为正六品。

## 清朝
清朝，配置於朝廷之輔助部門，名額共三人，满、蒙、汉各一人。品等為正六品，主要從事教學考試官學等事務。光绪三十三年（1907年）﹐并归学部。清亡之後，該官職永遠廢除。